# Фалун
Фалун — місто в Швеції, адміністративний центр лену Даларна. Розташоване в центральній частині країни. Неподалік міста — старовинна мідна копальня Стура-Коппарберг («Велика мідна гора»), занесена у Список об'єктів Світової спадщини ЮНЕСКО у Швеції. 

## Історія
Містечко Фалун відоме ще з 13 століття через ринок, на якому проводилися торги зі всієї округи. Видобування міді було місцевим бізнесом у ті часи. Тому в місті розвивалися ремесла і торгівля. У 1641 році Фалун отримав статус міста, що давало йому певні привілеї і елементи самоврядування. 

## Відомі люди
- Ларс-Ерік Шеберг — шведський хокеїст.